# Киселёв, Леонид Георгиевич
Леонид Георгиевич Киселёв (21 апреля 1947, деревня Захламино (ныне Омск), РСФСР — 5 августа 2014, Омск, Россия) — советский хоккеист, советский и российский хоккейный тренер, наиболее известный как наставник омского «Авангарда», заслуженный тренер России.

## Биография
Воспитанник омского хоккея. В качестве игрока выступал за омский «Локомотив» (1967—1969, 1972), новосибирский СКА (1970). По итогам чемпионата 1968 г., с 33 шайбами стал лучшим снайпером железнодорожников. Всего в чемпионатах забросил более 60 шайб. Чемпион РСФСР 1969 г. Накануне сезона 1988 года принял «Авангард» и стремительно проделал с ним путь от заурядной команды второй лиги до 12-го клуба высшей, в 1992 году. Через четыре года последовал новый успех — бронзовые медали первенства МХЛ. Более 10 лет, Леонид Георгиевич возглавлял «Авангард», который за это время выдвинулся в лидеры отечественного хоккея. В октябре 1997 года он покинул пост главного тренера по состоянию здоровья. После этого работал с череповецкой «Северсталью» и новосибирской «Сибирью».
Окончил среднюю школу № 84 города Омска, Омский государственный институт физической культуры в 1968 году и Высшую школу тренеров в 1984 году. Преподавал на кафедре физического воспитания Сибирского автодорожного института, заведовал отделом спортивной и оборонно-массовой работы Омского горкома ВЛКСМ. Как тренер и спортивный менеджер работал в клубах:
- 1977—1979 гг. — играющий тренер, тренер хоккейной команды «Водник» (Ванино),
- 1979—1982 гг. — начальник футбольной команды «Иртыша» (Омск),
- 1985—1987 гг. — главный тренер барнаульского «Мотора»,
- 1988—1998 гг. — главный тренер омского «Авангарда»,
- 1998—1999 гг. — главный тренер череповецкой «Северстали»,
- 1999—2001 гг. — главный тренер новосибирской «Сибири»,
- 2003—2004 гг. — генеральный менеджер пермского «Молота-Прикамья»,
- 2004 г. — генеральный менеджер нижнекамского «Нефтехимика»,
- 2004—2005 гг. — главный тренер минского «Динамо»,
- 2005—2006 гг. — главный тренер кемеровской «Энергии»,
- 2006 г. — главный тренер екатеринбургского «Автомобилиста»,
- 2010—2011 гг. — помощник генерального менеджера магнитогорского «Металлурга»,
- 2011—2012 гг. — вице-президент футбольного клуба «Иртыш» (Омск).

Также руководил департаментом физической культуры и спорта администрации г. Омска (1998).
Скаут по Сибири Центрального скаутского бюро КХЛ в 2013-2014 гг. 
Вывел омский «Авангард» из второй лиги чемпионата СССР до элитного дивизиона первенства России и привел клуб к бронзовым наградам чемпионата МХЛ-96. Являлся основателем ДЮСШ «Авангард».
Похоронен на Старо-Северном кладбище Омска. 30 марта 2016 года омский спортивный комплекс «Тополиный», расположенный в Кировском округе, переименовали в Ледовую арену имени Леонида Киселёва.

## Награды и звания
Заслуженный тренер России.